# Trio (zespół muzyczny)
Trio – niemiecki zespół muzyczny, założony w 1980 roku. Jeden z głównych reprezentantów Neue Deutsche Welle i niemieckiej nowej fali początku lat 80. XX w. 
Muzycy z założenia stosowali minimalne środki wyrazu: dwa instrumenty (werbel z talerzem i gitara), oszczędny wokal bez gry scenicznej, także instrumenty „zabawkowe” oraz teksty będące parodią romantycznych tekstów miłosnych obecnych w muzyce pop.
Najbardziej rozpoznawalnym przebojem grupy promowanym na scenie międzynarodowej, także w Polsce, był utwór Da da da. W 1982 roku plasował się on na 13 miejscu przebojów roku na liście Trójki Marka Niedźwieckiego.

## Albumy
- 1981: TRIO
- 1982: TRIO Live im Frühjahr '82
- 1983: Bye Bye / Trio And Error
- 1985: Whats the Password
- 1986: 5 Jahre zuviel

## Single
- „Halt mich fest ich werd verrückt”
- „Da Da Da ich lieb dich nicht du liebst mich nicht aha aha aha”
- „Anna – lassmichrein lassmichraus”
- „Bum Bum”
- „Herz ist Trumpf”
- „Turaluraluralu – Ich mach BuBu was machst du”
- „Tutti Frutti”
- „Drei gegen drei”
- „Ready For You”
- „My Sweet Angel”
- „Da Da Da I Don’t Love You You Don’t Love Me Aha Aha Aha”

## Członkowie
- Stephan Remmler – śpiew, keyboard
- Gert Krawinkel – gitara
- Peter Behrens – perkusja